# Bardawil

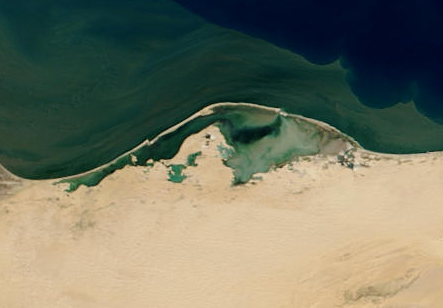
Zdjęcie satelitarne jeziora Bardawil

Bardawil (arab. ‏بحيرة البردويل‎ Buhajrat al-Bardawil lub ‏سبخة البردويل‎ Sabchat al-Bardawil) – słonowodne jezioro o powierzchni około 629 km² w północno-wschodnim Egipcie, w muhafazie Synaj Północny. W czasach rzymskich nosiło nazwę Lac Sirbonis.
Jezioro ma około 85 km długości, natomiast jego maksymalna szerokość w kierunku z północy na południe wynosi 20,5 km. Jest bardzo płytkie – średnia głębokość wody wynosi 1,5 m, a maksymalna 7,5 m. Istnieje tu około 50 wysp, które zajmują około 2,1% obszaru laguny.
Od Morza Śródziemnego jezioro oddziela długa i wąska mierzeja. Jej szerokość zwykle waha się od 300 do 1000 metrów. Ma ona kilka metrów wysokości, choć w niektórych miejscach wznosi się na kilkadziesiąt metrów. Najwyższym wzniesieniem jest piaszczysta wydma o nazwie El-Qals (lub po łacinie Casius Mont) o wysokości 56 m n.p.m., znajdująca się mniej więcej w połowie długości mierzei.
W dwóch miejscach na mierzei w 1953 roku przekopano kanały (Boghaz I i Boghaz II), co miało na celu zapewnienie stałego połączenia z Morzem Śródziemnym, zmniejszenie zasolenia jeziora i umożliwienie naturalnej migracji ryb do jeziora. Ponadto wody jeziora z Morzem Śródziemnym łączą dużo węższe i płytsze naturalne cieśniny, których liczba jest zmienna – w 2011 roku na podstawie zdjęć satelitarnych doliczono się trzech, choć jeszcze w 1999 roku znano tylko jedną. Z kolei stare mapy (np. z 1935 roku) pokazują cztery cieśniny. Mimo istnienia tych połączeń, zasolenie wody w jeziorze nadal jest dużo wyższe niż w przylegających wodach Morza Śródziemnego.
We wschodniej części jeziora Bardawil znajduje się Rezerwat Zaranik, który daje schronienie m.in. flamingom i białym pelikanom; ptaki te przebywają tu przelotem.
W okolicach jeziora znajdują się m.in. miejscowości Al-Mazar i Bir al-Abd.